# Méouilles
Méouilles est une localité de Castellane et une ancienne commune française, située dans le département des Alpes-de-Haute-Provence en région Provence-Alpes-Côte d'Azur.
Elle est rattachée à l'actuelle commune de Saint-André-les-Alpes en 1837.

## Site et géographie

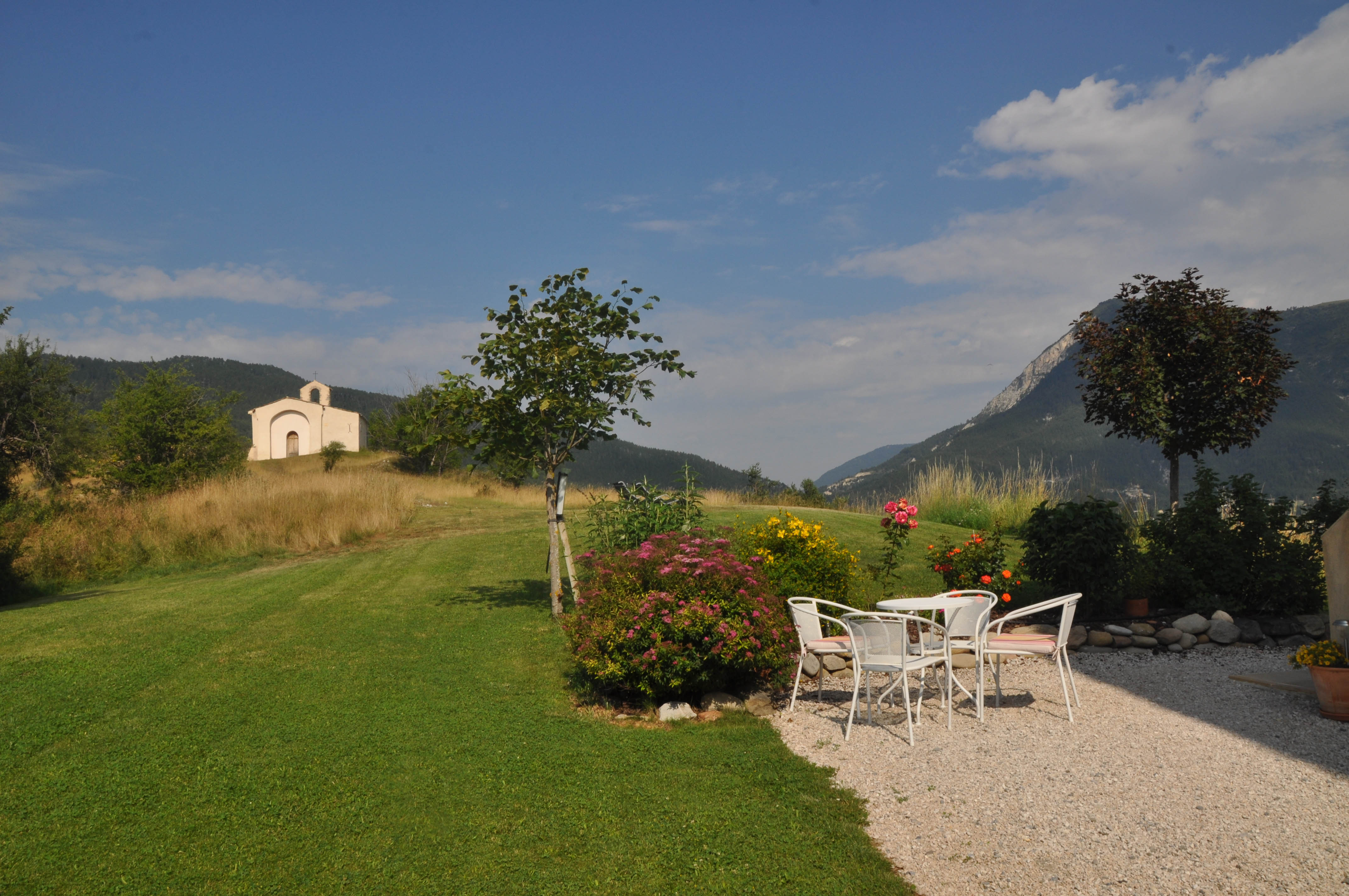
Chapelle Saint-Martin

L'agglomération de la commune de Méouilles a disparu, il ne reste que quelques traces à proximité de la chapelle Saint-Martin et du cimetière situé sur une colline qui domine le lac de Castillon. Son territoire était assez réduit.
On trouve aussi château du XVIIIe siècle restauré, qui repose sur des bases du XIIe siècle.

## Toponymie
Le nom de Méouilles (Medulla en 1300, de Medulha en 1376 et Meolha en 1377) vient d’un nom propre romain, « Medulius »,.

## Histoire
Ce sont les habitants de Méouilles qui fondent la communauté de Saint-André voisine, qui devient Saint-André-les-Alpes par la suite.

## Héraldique
| Blason | Blasonnement : D'or à un sureau de sinople, fleuri d'argent. |

## Administration
| Période                                  | Période | Identité | Étiquette | Qualité |
| ---------------------------------------- | ------- | -------- | --------- | ------- |
| Les données manquantes sont à compléter. |         |          |           |         |
|                                          |         |          |           |         |

## Démographie
| 1315    | 1471   | 1765    | 1793 | 1800 | 1806 | 1821 | 1831 | 1836 |
| ------- | ------ | ------- | ---- | ---- | ---- | ---- | ---- | ---- |
| 11 feux | 7 feux | 34 feux | 81   | 61   | 58   | 55   | 48   | 28   |

Histogramme

(élaboration graphique par Wikipédia)